# Batalla de Lepanto (1500)
La segunda batalla de Lepanto (en turco Modon Deniz Muharebesi), también conocida como batalla de Modona tuvo lugar en agosto de 1500 durante la guerra turco-veneciana de 1499-1503 entre el Imperio otomano y la República de Venecia. Los otomanos, que había ganado la batalla de Zonchio el año anterior, salieron de nuevo victoriosos gracias al almirante Kemal Reis.
En diciembre de 1499, los venecianos atacaron Lepanto (Naupacto) con la esperanza de recobrar los territorios perdidos en el mar Jónico. Kemal Reis zarpó de Cefalonia y retomó Lepanto a los venecianos. Permaneció allí entre abril y mayo de 1500, cuando sus buques fueron reparados por 15.000 artesanos traídos de la zona. Desde allí, Kemal Reis zarpó y bombardeó los puertos de Venecia en la isla de Corfú, y en agosto de 1500 él, una vez más, derrotó a la flota veneciana en la batalla de Modona. Kemal Reis bombardeó la fortaleza de Modona por mar y capturó la ciudad. Posteriormente se hicieron con la flota veneciana frente a las costas de Corona y capturaron la ciudad junto con un bergantín veneciano. Desde allí, Kemal Reis navegó hacia la isla de Sapienza, y hundió la galera veneciana Lezza. En septiembre de 1500, Kemal Reis asaltó Voiussa y en octubre se presentó en el cabo de Santa María, de la isla de Léucade antes de poner fin a la campaña y regresar de nuevo a Estambul en noviembre.
Con la batalla de Modona, la flota y el abrumador ejército turco se hicieron con la mayoría de las posesiones de Venecia en Grecia. Modona y Corona, los "dos ojos de la República", se perdieron.